# Тюнин, Николай Викторович
Никола́й Ви́кторович Тю́нин (род. 6 января 1987, Петропавловск-Камчатский-50, Камчатская область) — российский футболист, полузащитник. После завершения карьеры — тренер.

## Биография

### Начало карьеры
Родился на Камчатке в семье военных. Через год отца Николая, служившего подводником, перевели в Севастополь, и семья переехала туда. Первоначально занимался карате, но во втором классе перешёл в футбольную секцию местной команды «Виктория». Начинал играть на позиции нападающего, за всю историю детской команды «Виктория» в товарищеских и официальных матчах забил больше всех, около 500 мячей. В детско-юношеской футбольной лиге Украины провёл 15 матчей и забил 21 гол. В возрасте 13 лет дважды побывал на просмотре в нидерландском «Витессе»: предварительный просмотр прошёл хорошо, но на втором, через полгода, не сумел проявить себя.
В итоге Тюнин поехал в Москву и поступил в «Академию футбола» к Константину Сарсания. Занимался в одной группе с Виталием Денисовым и Ильёй Максимовым и в 16 лет выпустился из Академии. Летом 2003 года по приглашению Сергея Юрана перешёл в московский «Спартак» и поначалу тренировался с основным составом, но затем тренерский штаб во главе с Чернышовым и Юраном уволили из команды, а Тюнина перевели в дубль.
В сезонах 2004 и 2005 он провёл 43 игры за дублирующий состав «красно-белых», преимущественно выступая на позиции правого защитника. 13 июля 2005 года сыграл единственный матч за основной состав «Спартака», выйдя на замену вместо Фёдора Кудряшова в гостевой встрече 1/16 финала Кубка России против «Океана» из Находки. По окончании сезона 2005 Тюнину предлагали в «Спартаке» контракт «резервиста», но он решил набираться опыта во второй лиге.

### Сезоны 2006—2012
Первую половину сезона 2006 провёл в клубе второго дивизиона «Пресня», который летом снялся с турнира из-за финансовых проблем. Вскоре Илья Цымбаларь пригласил Тюнина в «Спартак-МЖК», за который тот сыграл 17 игр, забил 7 голов и помог команде выйти в Первый дивизион. Однако на следующий год ситуация повторилась — отыграв первый круг, «Спартак-МЖК» снялся с чемпионата, и Тюнин вновь остался без команды.
К полузащитнику проявляли интерес другие клубы первого дивизиона — «Динамо» (Брянск) и «Звезда» (Иркутск), но тот принял решение перейти в волгоградский «Ротор», в котором выступал до 31 июля 2009 года, когда было объявлено о снятии «Ротора» с чемпионата второго дивизиона.
В августе 2009 года Тюнин перешёл в клуб первого дивизиона «Урал». Сыграв всего 3 игры, получил травму — разрыв крестообразных связок колена — и выбыл из строя на 11 месяцев. В сезоне 2010 на правах аренды выступал за ижевский «СОЮЗ-Газпром», куда его позвал бывший тренер «Ротора» Игорь Меньщиков.
В марте 2011 года подписал двухлетний контракт с клубом «Химки», но уже через год покинул команду. Следующие полтора сезона без особых успехов выступал за «Тюмень», «Зенит-Ижевск» и «Горняк» (Учалы).

### Дальнейшая карьера
30 июня 2013 года Тюнин вернулся в «Химки», вылетевшие из первого дивизиона, подписав однолетний контракт. 14 сентября забил первый гол после возвращения, отличившись в домашней встрече с «Вологдой» (4:1). В ноябре 2013 года продлил контракт на два сезона, а летом 2014 года был назначен новым капитаном клуба. 11 мая 2016 года в матче 26-го тура с тверской «Волгой» отметился двумя голевыми передачами и помог «Химкам» одержать разгромную победу (4:0) и досрочно выйти в ФНЛ. В июне 2017 года подписал новый контракт с «Химками» на один сезон.
29 декабря 2017 года, спустя 12 лет, вернулся в московский «Спартак», подписав контракт до мая 2020 года. Тюнин был заявлен за «Спартак-2», где помогал в развитии молодым игрокам. В составе «Спартака-2» дебютировал 5 марта 2018 года в домашнем матче против «Факела» (0:0), выйдя на поле с капитанской повязкой. 1 сентября 2018 года в рамках 9-го тура ФНЛ против калининградской «Балтики» (2:1) забил свой первый гол за «Спартак-2», который оказался победным. 31 мая 2020 года в связи с истечением срока контракта покинул «Спартак-2» и после завершил карьеру.

### Карьера в сборной
В 2003—2005 годах вызывался в юношескую сборную России (1987 г. р.) под руководством Игоря Чугайнова.

## Тренерская карьера
7 августа 2020 года вошёл в тренерский штаб Дмитрия Гунько в «Химках», заняв должность тренера-аналитика.
6 ноября 2020 года покинул «Химки» и перешёл на работу в армянский «Ноа» в штаб Дмитрия Гунько.

## Личная жизнь
Женат, имеет двоих сыновей. Увлекается спортивной журналистикой, писал заметки с тренировочных сборов для сайта «Химок».

## Достижения
- Победитель Второго дивизиона (2): 2006 (зона «Центр»), 2015/16 (зона «Запад»)
- Бронзовый призёр Второго дивизиона (2): 2010 (зона «Урал-Поволжье»), 2013/14 (зона «Запад»)